# Блэр, Энн
Энн Блэр (Ann M. Blair, род. 1961) — американский историк, специалист по интеллектуальной и культурной истории ранней Европы Нового времени. Университетский профессор Гарварда, член Американского философского общества (2009). Лауреат стипендии Мак-Артура (2002).

## Биография
Аттестат Maturité classique получила в Женеве (1980).
Окончила с отличием summa cum laude Гарвардский университет (бакалавр A.B. по истории и науке, 1984), где её выпускная работа была отмечена Hoopes Prize, а сама она — принята в Phi Beta Kappa (1983). Степень магистра M.Phil. по истории и философии науки получила в Кембридже в 1985 году, а степень доктора философии по истории — под началом Энтони Графтона в Принстонском университете в 1990 году (в 1988—89 гг. являлась фелло программы Bourse Chateaubriand правительства Франции, а в 1989—1990 годах — Harold W. Dodds Fellowship). В 1990—1991 годах постдок NSF — NATO в Париже. С 1991 года лектор, с 1992 года приглашённый ассоциированный преподаватель на кафедре истории и науки Гарварда. Затем четыре года провела ассистент-профессором на кафедре истории Калифорнийского университета в Ирвине. С 1996 года вновь в Гарварде, куда поступила ассистент-профессором истории и литературы, с 1999 года ассоциированный профессор, с 2001 года профессор кафедры истории, с 2005 года именной профессор истории, а ныне (с 2016) именной университетский профессор, специализируется на культурной и интеллектуальной истории ранней современной Европы (XVI—XVII вв.), в особенности Франции. В апреле 2011 года приглашённый профессор Высшей школы социальных наук в Париже, а на следующий год — парижской Высшей нормальной школы (февраль — март 2012), в 2014 году прочла три лекции Розенбаха (Rosenbach) по библиографии в Пенсильванском университете, являлась фелло Radcliffe Institute for Advanced Study (2014—2015), возглавляла Гарвардское отделение Phi Beta Kappa. Профессор Гарвард-колледжа (2009—2014), почётный стипендиат мюнхенской Historisches Kolleg (апрель 2012), отмечена Everett Mendelsohn Excellence in Mentoring Award (2014) и другими отличиями, являлась стипендиатом фондов Меллона (2002) Гуггенхейма (2014), а также National Endowment for the Humanities.
Член редколлегии журнала «Erudition and the Republic of Letters» (с 2015), а в 2013—2015 гг. состояла в редколлегии «Journal of Modern History».
Автор многих работ, книг «Theater of Nature: Jean Bodin and Renaissance Science» (Princeton UP, 1997) и «Too Much To Know: Managing Scholarly Information Before the Modern Age» (Yale UP, 2010), за последнюю получила Walter Cabot Channing Fellowship факультета искусств и наук Гарварда (2011).